# Erythroxylum rufum
Erythroxylum rufum là một loài thực vật có hoa trong họ Erythroxylaceae. Loài này được Cav. mô tả khoa học đầu tiên năm 1789.